# Liez (Vendée)
Liez település Franciaországban, Vendée megyében. Lakosainak száma 296 fő (2022. január 1.). Liez Benet, Bouillé-Courdault, Maillezais, Saint-Pierre-le-Vieux és Saint-Sigismond községekkel határos.

## Népesség
A település népességének változása:
| Lakosok száma | 264  | 274  | 281  | 278  | 278  | 280  | 284  | 290  | 296  |
|               | 2013 | 2015 | 2016 | 2017 | 2018 | 2019 | 2020 | 2021 | 2022 |